# Гамбер (річка)
Га́мбер (англ. Humber) — естуарій на східному узбережжі, утворений річками Трент та Уз в Англії. Впадає до Північного моря. Через річку перекинуто міст Гамбер. Є частиною кордону між Східним районом Йоркшира й Північним Лінкольнширом. Великий вплив припливів та відпливів. Судноплавна для океанських суден з великою осадкою.